# Gasterogrimmia
Gasterogrimmia là một chi rêu trong họ Grimmiaceae.